# あさひ法律事務所
あさひ法律事務所（あさひほうりつじむしょ、Asahi Law Offices）は日本の法律事務所。
以下の3つの時期に用いられた名称である。
1. 1993年4月から2002年10月まで
2. 2007年4月から2007年7月まで
3. 2007年7月から現在に至るまで

## 概要

### 1993年4月から2002年10月までのあさひ法律事務所
いわゆる渉外事務所である桝田江尻法律事務と訴訟など国内案件を中心とする東京八重洲法律事務所が統合して設立された。前者を国際部門とし、後者を国内部門とする部門制であり、両者の関係はいわば「連邦制」のようなものであった。「四大法律事務所」に次ぐ規模・名声を有する法律事務所として、時として「五大法律事務所」とも言われていた。これが、やはり渉外事務所である小松・狛・西川法律事務所と統合し、あさひ・狛法律事務所となった。

### あさひ・狛法律事務所及び2007年4月から2007年7月までのあさひ法律事務所
あさひ・狛法律事務所は、国内部門と国際部門から構成され、時として「五大法律事務所」と言われており、最大で約160名（2006年10月から2007年3月ころ）の所属弁護士を有していた。しかし、2006年4月に西村ときわ法律事務所との統合が発表されると、反対する弁護士も多く、紆余曲折を経て2007年4月に狛文夫弁護士ほか約40名の弁護士が離脱して事務所名も「あさひ法律事務所」に戻り、また、統合するのは国際部門のみとなった。その後、国際部門が2007年7月1日に西村ときわ法律事務所と統合して西村あさひ法律事務所（所在地は旧西村ときわ法律事務所と同じ。）となり、一方で国内部門は引き続きあさひ法律事務所（所在地は旧あさひ法律事務所と同じ。）と称することとなった。

### 現在のあさひ法律事務所
旧あさひ法律事務所国内部門である、弁護士数24名（2009年10月8日現在）の中規模法律事務所である。

## 沿革
- 1967年1月、西村利郎及び小松雄介、西村小松法律事務所を設立。
- 1969年4月（7月?）西村小松法律事務所、西村小松友常法律事務所に改称（友常信之に由来）。
- 1977年11月、桝田淳二及び江尻隆、桝田江尻法律事務所（Masuda & Ejiri）を設立。
- 1978年1月1日、東京八重洲法律事務所が設立。
- 1978年 西村小松友常法律事務所、西村眞田法律事務所と小松友常法律事務所に分裂。
- 1986年、小松友常法律事務所、友常木村見富法律事務所（後の友常木村法律事務所）と小松綜合法律事務所（Komatsu & Partners）に分裂（後の小松・狛法律事務所（Komatsu & Koma）（狛文夫に由来））。
- 1992年、桝田江尻法律事務所、ニューヨーク事務所（Masuda & Ejiri）を開設。
- 1993年4月1日、東京八重洲法律事務所と桝田江尻法律事務所の統合により、前者を国内部門、後者を国際部門とするあさひ法律事務所が設立。
- 1995年9月、小松・狛法律事務所、西川知雄をパートナーに迎えて小松・狛・西川法律事務所（Komatsu, Koma & Nishikawa）に改称。
- 1996年8月、小松・狛・西川法律事務所、北京事務所を開設。
- 2001年3月、小松・狛・西川法律事務所、ヤンセン外国法事務弁護士事務所との外国法共同事業を開始。
- 2002年10月1日、あさひ法律事務所と小松・狛・西川法律事務所の統合により、あさひ・狛法律事務所（Asahi Koma Law Offices）が設立。このとき、小松雄介は友常木村法律事務所へ移籍し、西川知雄は西川綜合法律事務所（現西川シドリー・オースティン法律事務所・外国法共同事業）を設立。
- 2004年9月6日 事務所所在地を、港区赤坂から、千代田区丸の内に移転。
- 2006年2月、あさひ・狛法律事務所、北京事務所（朝日律師事務所北京代表處）を上海事務所（朝日律師事務所上海代表處）に移設。
- 2007年4月1日、狛文夫ら数十名の弁護士の離脱に伴い、あさひ・狛法律事務所があさひ法律事務所に改称。
- 2007年5月、あさひ法律事務所国際部門から桝田淳二らがニューヨーク事務所ごと独立して桝田国際法律事務所（Masuda International）を設立。
- 2007年7月1日、あさひ法律事務所の国際部門と国内部門が分離し、前者は西村ときわ法律事務所と統合して西村あさひ法律事務所を構成し、後者が新たなあさひ法律事務所となる。

## 所在地
東京都千代田区丸の内二丁目1番1号 丸の内マイプラザ13階

## 所属弁護士
- 宮代力 元公取委委員
- 山田卓生 横浜国立大学名誉教授
- 那須弘平　元最高裁判所判事
- 市村陽典　元総務省行政不服審査会会長

### かつて所属
- 中島敏次郎 元最高裁判所判事

## 旧あさひ（・狛）法律事務所に所属していた弁護士
- 伊従寛 元公取委委員
- 桝田淳二
- 江尻隆
- 狛文夫
- 牧原秀樹
- 平出慶道 名古屋大学名誉教授
- 志賀櫻  元東京税関長
- 滝本豊水 元大蔵省大臣官房審議官